# Answald Krüger
Answald Krüger (* 23. August 1918 in Heidelberg; † 5. Januar 1977) war ein deutscher Theaterleiter und Drehbuchautor.

## Leben und Wirken

### Als Theaterleiter
Der Sohn eines Leipziger Theaterdirektors kam 1945 als Flüchtling aus Ostdeutschland nach Hamburg und gründete, zusammen mit einigen Enthusiasten vor Ort, die „Junge Bühne“, deren künstlerischer Leiter er wurde und die sich modernen, internationalen Autoren wie beispielsweise den Franzosen Jean Cocteau und Armand Salacrou verpflichtet fühlte. Noch zum Jahresende 1945 begann man mit dem Programm und konnte mit Will Quadflieg sogar einen angesehenen Star aus der Zeit vor 1945 gewinnen. Auch der sehr junge Hardy Krüger verdiente sich hier seine ersten Theatersporen. Trotz allgemeiner Begeisterung konnte sich das kleine, von staatlicher Seite nicht unterstützte Unternehmen nicht lange halten und musste, nachdem die Währungsreform der Jungen Bühne den Rest gegeben hatte, Anfang 1949 Konkurs anmelden. Krüger wechselte daraufhin zum Film und verdingte sich zunächst als Regieassistent, im Jahre 1953 ist er bereits als dramaturgischer Leiter der Deutschen London-Film nachzuweisen. Im Jahr darauf begann er, anfänglich in Zusammenarbeit mit zwei Kollegen, erstmals ein Filmdrehbuch zu verfassen.

### Als Drehbuchautor
Krügers produktivste und erfolgreichste Schaffensperiode begann, nachdem er sich 1957 mit der deutschen Remigrantin Maria Matray, einer einstigen Schauspielerin, die aus ihrem Exil Hollywood heimgekehrt war, zusammentat. Das Erfolgsgespann schrieb zunächst nur für Kinofilmproduktionen, konzentrierte sich aber seit Beginn der 1960er Jahre ganz auf die Arbeit für das Qualitätsfernsehen, wo beide vor allem historische Stoffe mit großem Erfolg in Drehbücher umwandelten, aber sich auch für serielle Krimiunterhaltung nicht zu schade waren. „Mit intensivem Interesse an der Aufklärung der Vergangenheit beteiligten sich M./Krüger an dem Versuch einer fernsehspezifisch journalistischen Form des fiktiven Films, dem Dokumentarspiel, das Bedeutsames aus der jüngeren Geschichte einem breiten Publikum nahe bringen soll.“
Diesem Qualitätsanspruch versuchten zahlreiche ambitionierte Matray/Krüger-Fernsehspiele gerecht zu werden wie beispielsweise Waldhausstraße 20 (über die Rettung Verfolgter aus Hitler-Deutschland durch schwedische Pastoren), Der Prozeß Carl von O. (über die bereits in der Weimarer Republik unternommenen Versuche, Carl von Ossietzkys unbequemen Journalismus zu kriminalisieren), Der Hitler/Ludendorff-Prozeß (über die juristische Blindheit des deutschen Staates in der Weimarer Republik gegenüber den Putschisten von 1923), Bernhard Lichtenberg (ein Porträt über den gleichnamigen Priester, der mutig gegen die Nazi-Barbarei Stellung bezog, mit einem ausgezeichneten Paul Verhoeven in der Titelrolle), die Affaire Dreyfus (über den berüchtigten, von Antisemitismen begleiteten Schauprozess im Frankreich des ausgehenden 19. Jahrhunderts), Standgericht (über die nachsichtige Haltung der bundesdeutschen Justiz gegenüber einstigen Nazi-Verbrechern) und Klaus Fuchs – Geschichte eines Atomverrats (über den gleichnamigen, in sowjetischen Diensten stehenden deutschen Atomspion).
Diese fruchtbare Zusammenarbeit endete mit Krügers jähem Tod Anfang 1977. Beider letztes gemeinsames Drehbuch wurde Ein Winter auf Mallorca, ein Film über eine Begegnung von George Sand und Frédéric Chopin.

## Filmografie
- 1954: Geständnis unter vier Augen (auch Herstellungsleitung)
- 1957: Wie ein Sturmwind
- 1958: … und abends in die Scala (nur Storyvorlage)
- 1958: Frau im besten Mannesalter
- 1959: Die schöne Lügnerin
- 1959: Die Nacht vor der Premiere
- 1960: Waldhausstraße 20 (TV)
- 1962: Die glücklichen Jahre der Thorwalds
- 1963: Der Fall Krantz (TV)
- 1964: Der Prozeß Carl von O. (TV)
- 1964: Ein langer Tag (TV)
- 1965: Der Fall Harry Domela (TV)
- 1965: Klaus Fuchs – Geschichte eines Atomverrats (TV, 2 Teile)
- 1965: Bernhard Lichtenberg (TV)
- 1965: Der Mann, der sich Abel nannte (TV)
- 1966: Der schwarze Freitag
- 1966: Das Millionending (TV, 2 Teile)
- 1968: Affäre Dreyfus (TV, 3 Teile)
- 1968: Der Senator (TV)
- 1969: Hotel Royal (TV)
- 1970: Maximilian von Mexiko (TV, 2 Teile)
- 1971: Der Hitler/Ludendorff-Prozeß (TV)
- 1972: Manolescu (TV)
- 1972: Agent aus der Retorte (TV)
- 1972–1975: Sonderdezernat K 1 (12 Folgen)
- 1975: Wie starb Dag Hammarskjöld? (TV)
- 1976: Als wär’s ein Stück von mir. Aus dem Leben des Carl Zuckmayer (TV)
- 1983: Ein Winter auf Mallorca (TV) (posthum erschienen)